# クジカスベ属
クジカスベ属（クジカスベぞく、Rhinoraja）は、ガンギエイ目の下位分類群のひとつで、3種が分類されている。

## 種
- Rhinoraja kujiensis クジカスベ
- Rhinoraja longicauda オナガカスベ
- Rhinoraja odai オダエイ